# Eremospatha wendlandiana
Eremospatha wendlandiana är en enhjärtbladig växtart som beskrevs av Carl Lebrecht Udo Dammer och Odoardo Beccari. Eremospatha wendlandiana ingår i släktet Eremospatha och familjen Arecaceae. Inga underarter finns listade i Catalogue of Life.